# Гарден-Сіті (Міссурі)
Гарден-Сіті (англ. Garden City) — місто (англ. city) в США, в окрузі Кесс штату Міссурі. Населення — 1629 осіб (2020).

## Географія
Гарден-Сіті розташований за координатами 38°33′44″ пн. ш. 94°11′43″ зх. д. / 38.56222° пн. ш. 94.19528° зх. д. (38.562133, -94.195167).  За даними Бюро перепису населення США в 2010 році місто мало площу 6,50 км², з яких 6,40 км² — суходіл та 0,10 км² — водойми.

## Демографія
Згідно з переписом 2010 року, у місті мешкали 1642 особи в 650 домогосподарствах у складі 436 родин. Густота населення становила 253 особи/км².  Було 721 помешкання (111/км²).
Расовий склад населення:
| - 97,4 % — білих - 0,9 % — корінних американців - 0,2 % — чорних або афроамериканців - 0,2 % — азіатів |

До двох чи більше рас належало 0,9 %. Частка іспаномовних становила 1,7 % від усіх жителів.
За віковим діапазоном населення розподілялося таким чином: 29,2 % — особи молодші 18 років, 59,6 % — особи у віці 18—64 років, 11,2 % — особи у віці 65 років та старші. Медіана віку мешканця становила 33,1 року. На 100 осіб жіночої статі у місті припадало 97,4 чоловіків;  на 100 жінок у віці від 18 років та старших — 93,5 чоловіків також старших 18 років.
Середній дохід на одне домашнє господарство  становив 43 611 долар США (медіана — 35 500), а середній дохід на одну сім'ю — 52 063 долари (медіана — 50 625). Медіана доходів становила 35 000 доларів для чоловіків та 30 833 долари для жінок. За межею бідності перебувало 15,0 % осіб, у тому числі 5,8 % дітей у віці до 18 років та 4,8 % осіб у віці 65 років та старших.
Цивільне працевлаштоване населення становило 675 осіб. Основні галузі зайнятості: освіта, охорона здоров'я та соціальна допомога — 23,7 %, виробництво — 16,6 %, роздрібна торгівля — 16,3 %.